# مانفريد دريكسلر
مانفريد دريكسلر (بالألمانية: Manfred Drexler)‏ هو لاعب كرة قدم ألماني في مركز قشاش، ولد في 26 يونيو 1951 في مدينة فورت في ألمانيا، وتوفي في 4 أكتوبر 2017. لعب مع نادي نورنبرغ.

## وصلات خارجية
- مانفريد دريكسلر على موقع قاعدة بيانات كرة القدم.إي يو (الإنجليزية)
- مانفريد دريكسلر على موقع بيانات كرة القدم. دي إي (الألمانية)